# Everyday (Video)

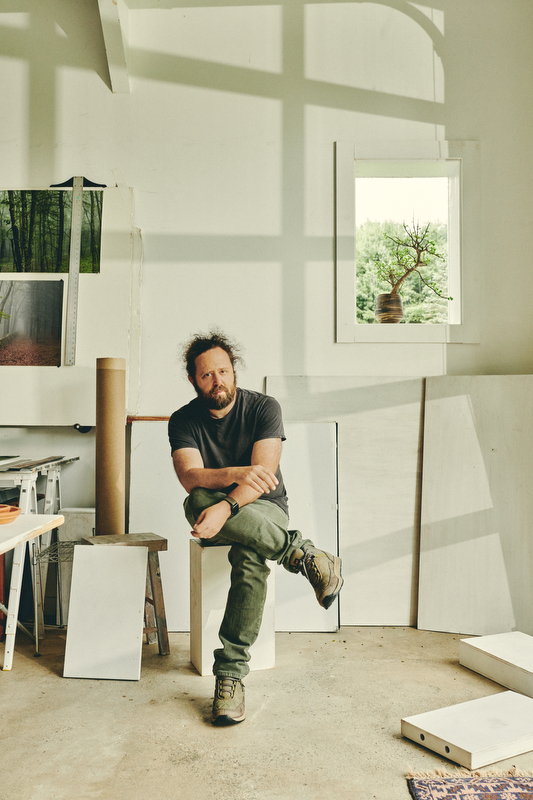
NoahKalina (2022)

Everyday ist ein Webvideo des amerikanischen Fotografen Noah Kalina.

## Inhalt
Kalina begann sich im Alter von 19 Jahren am 11. Januar 2000 täglich selbst zu fotografieren. Auf jedem Einzelfoto ist Kalina völlig emotionslos in der Bildmitte zu sehen. Ursprünglich als Fotoprojekt gedacht, entschloss sich Kalina, angespornt von einem ähnlichen Video von Ahree Lee, ein Video zu produzieren. Das Video beinhaltet in seiner ursprünglichen Fassung über sechs Jahre von Kalina täglich erstellte Eigenporträts, welche nacheinander in chronologischer Folge zu sehen sind, wobei eine Sekunde im Video sechs Bilder beinhaltet. Das Video wird im Hintergrund musikalisch mit dem gleichnamigen Klavierstück von Carly Comando begleitet.
Mittlerweile hat Kalina eine aktualisierte Version erstellt, die eine Zeitspanne von insgesamt 12,5 Jahren umfasst. Am 13. Januar 2020 wurde das Video „Noah takes a photo of himself every day for 20 years“ veröffentlicht.

## Wirkung
Kalina lud das Video am 8. August 2006 auf Vimeo und am 27. August 2006 auf YouTube hoch, später wurde Everyday auf VH1 in Web Junk 20 und als Werbespot für Time Warner Cable's Roadrunner service gezeigt. In den nächsten Jahren wurde Everyday allein bei YouTube rund 25 Millionen Mal aufgerufen (Stand Juli 2013).
In einem Artikel der New York Times wurde William A. Ewing, Direktor des Musée de l’Elysée in Lausanne, wie folgt zitiert: 

„Noah’s video represents a phenomenal amplification not just in what he produced and how he did it, but how many people the piece touched in such a short period of time. There is nothing comparable in the history of photography.“

Everyday gehört heute zur permanenten Sammlung des Austin Museum of Art. Zudem war das Video auch Bestandteil der Ausstellung „The Evolution of the Digital Portrait“ in den Chelsea Art Galleries in New York.
In der Die Simpsons-Episode „Vergiss-Marge-Nicht“ ist eine Parodie von Kalinas Video zu sehen. In dieser Parodie werden 39 Jahre aus Homer Simpsons Leben zur selben Hintergrundmelodie präsentiert. Dabei kam es zu Unstimmigkeiten zwischen den Produzenten der Simpsons und Carly Comando, weil keine Tantiemen für die Nutzung der von ihr komponierten Musik gezahlt wurden. Im September 2008 wurde die Folge mit einem Primetime Emmy Award for Outstanding Animated Program ausgezeichnet und Carly Comando für ihren Beitrag dazu geehrt.